# خیابان نرم‌افزار آزاد

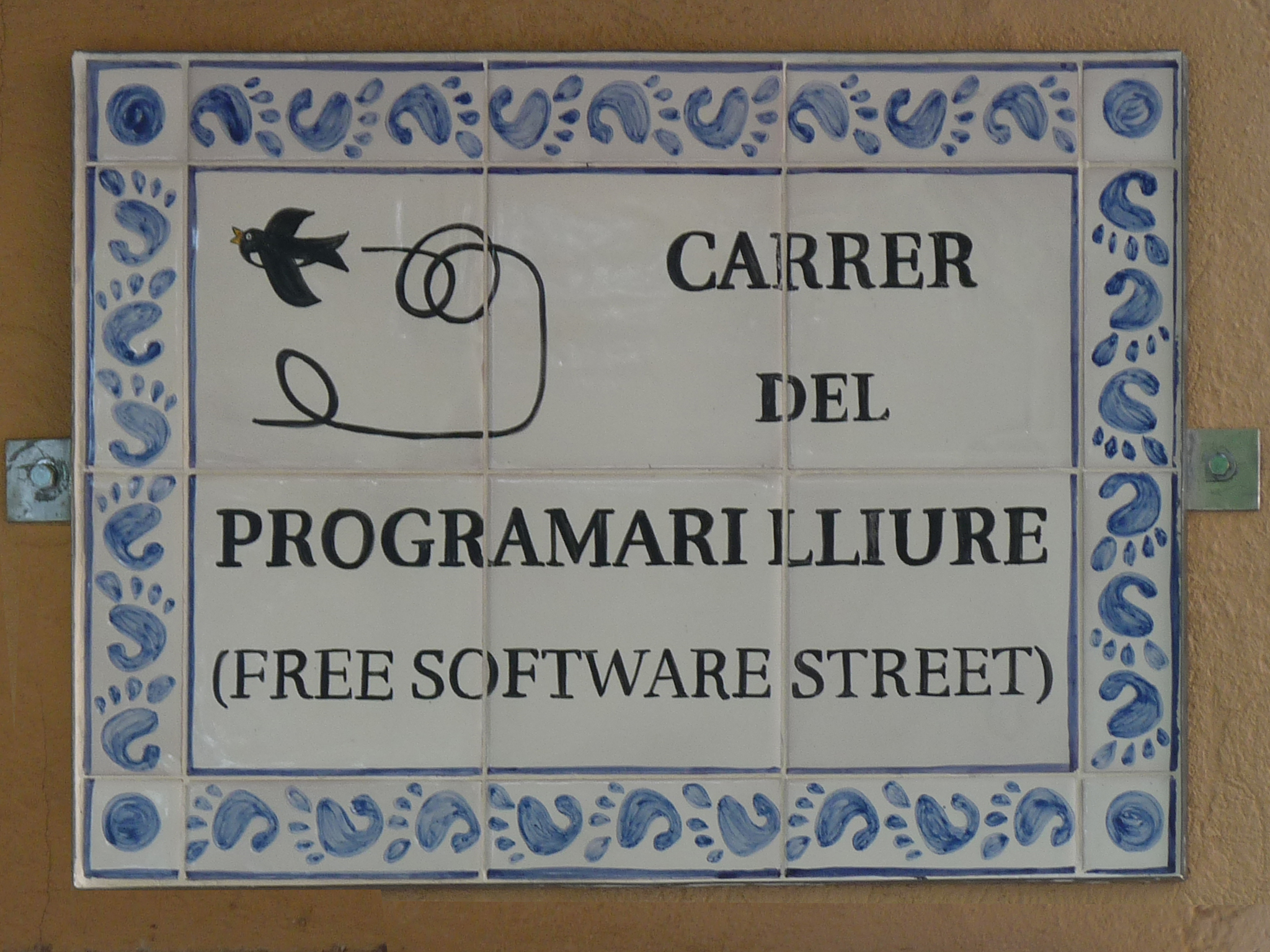
پلاک نام شهر، لوگوی پروژه گنوم (که یک نرم‌افزار آزاد است) گرداگرد پلاک چیده شده‌است.

خیابان نرم‌افزار آزاد (به انگلیسی: Free Software Street) خیابانی در شهر برگا در کاتالونیا اسپانیا است. این خیابان اولین خیابان در دنیا است که به افتخار جنبش نرم‌افزار آزاد نام‌گذاری شده‌است. این خیابان در ۳ ژوئیه سال ۲۰۱۰ به صورت رسمی گشایش یافت.
خیابان نرم‌افزار آزاد حدود ۳۰۰ متر طول دارد و یک خیابان چندمنظوره و عمومی است. یک هتل بزرگ به نام Berga Park، یک مدرسه، یک ایستگاه پلیس چندین اداره و چند قطعه زمین ساخته‌نشده در این خیابان وجود دارد. این خیابان در یک بخش تازه‌ساز در جنوب غربی شهر که به Pla de l'Alemany معروف است واقع شده‌است.

## تاریخچه
در ماه ژوئن سال ۲۰۰۹، آلبرت مولینا، خاویر گاسو و آبل پررا از «برگا تله‌سنتر» برای برگزاری اولین کنفرانس نرم‌افزار آزاد در شهر برنامه‌ریزی کردند. پس از کنفرانس آن‌ها به احتمال نامگذاری خیابانی به نام نرم‌افزار آزاد اشاره کردند، بنابراین برای انجام چنین کاری درخواستی به شورای شهر برگا ارائه کردند.
در ژانویه ۲۰۱۰، نسخه دوم کنفرانس‌های نرم‌افزار آزاد برگزار شد و تصمیم گرفتند که بنیانگذار بنیاد نرم‌افزار آزاد ریچارد استالمن را دعوت کنند در رویدادهای برنامه‌ریزی شده، از جمله مراسم نامگذاری خیابان شرکت کند. درهمان زمان، ارتباط با سیاستمداران شورای شهر نتیجهٔ موفقیت‌آمیزی داشت. در تاریخ ۱۰ ژوئن، تغییر نام خیابان به نام «خیابان آزاد نرم‌افزار» به‌طور رسمی در یک جلسه عمومی در سالن شهرداری با ۱۴ رای موافق و ۲ رای مخالف به تصویب رسید.
در ۳ ژوئیه ۲۰۱۰ در ساعت ۲۰:۰۰ به وقت اروپای مرکزی و (ساعت ۱۹:۰۰ با ساعت هماهنگ جهانی)، شهردار برگا جولی جندراو و ریچارد استالمن سرانجام خیابان را افتتاح کردند.